# عليم (اسم)
عليم هو اسم عربي يعطى للذكور. وقد يستخدم كاسم أو كلقب ومعنى الاسم كثير العلم، ذو علم عميق، فائق في العلم. وهو أيضاً أحد أسماء الله الحسنى (العليم) ومعناه المدرك لما يدركه المخلوقون بعقولهم وحواسهم، وما لا يستطيعون إدراكه من غير أن يكون موصوفا بعقل أو حس، أو الفائق في العلم.

## أسماء
- أمة العليم السوسوه
- محمد عالم خان
- عليم قاسموف